# Canning (Inde)
Pour les articles homonymes, voir Canning.
Canning est une ville située dans le district de South 24 Parganas, dans l'état du Bengale-Occidental, en Inde.
Elle est située sur la rive ouest du fleuve Matla. Elle doit son nom à Charles Canning, Gouverneur général des Indes de 1856 à 1862 et le 1er Vice-roi des Indes de 1858 à 1862,